# 胸壁

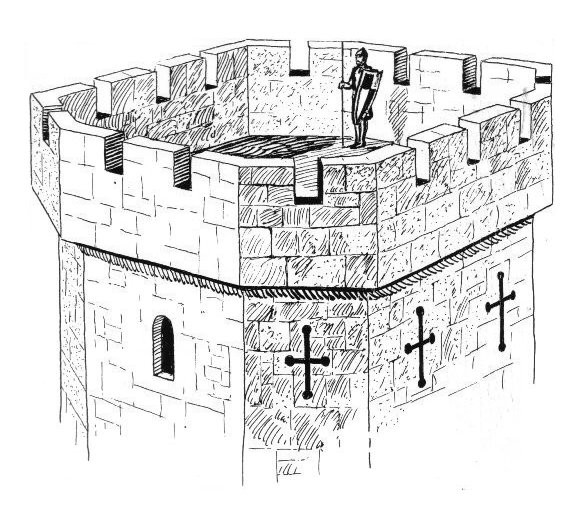
塔の上部に設けられた胸壁

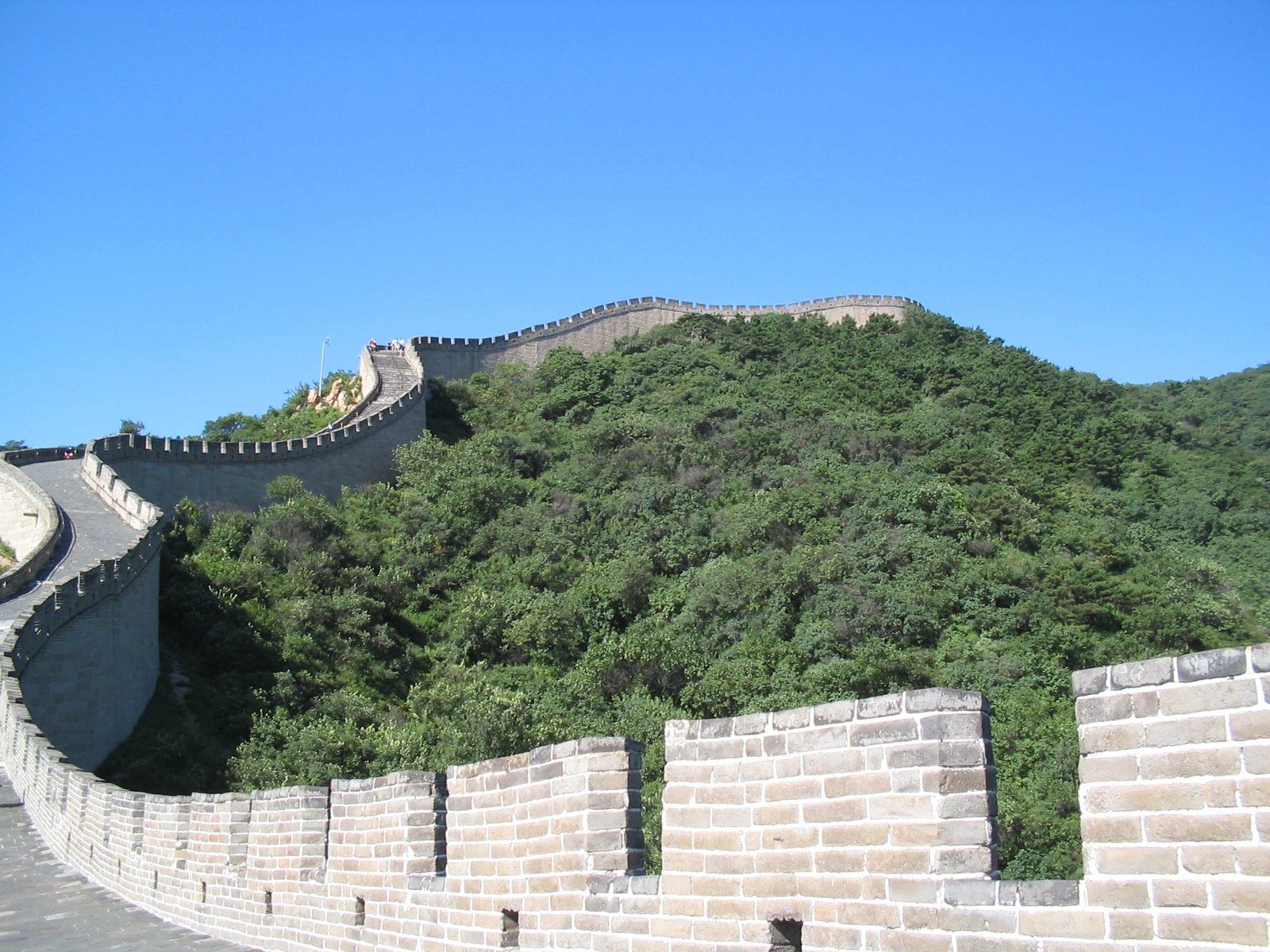
城壁の上部に設けられた胸壁

胸壁（きょうへき 英語: battlement，フランス語: créneau）は、城壁や城の最上部に設けられ、城壁最上部の通路や当該場所で活動する兵士を防御するための背の低い壁面のこと。一般的にはこの壁面を凹凸状にして凹部を狭間（embrasure）として利用すると共に、凸部（merlon）には狭間窓（射眼、銃眼）が設けられることもあった。この形式の胸壁のことを狭間胸壁（はざまきょうへき）と表記する場合もある。13世紀以降のヨーロッパにおいては、軍事的機能に加えて装飾的機能を併せ持った胸壁のデザインが採用されることもあった。
中国では、女牆と呼ばれる。この部分が破壊された時、即席で木女頭と呼ばれるバリケードを設置して対抗した。